# Чайыгда
Чайыгда (якут. Чайыҥда) — село в Сунтарском улусе Якутии России. Входит в состав Кемпендяйского наслега. Население — 0 чел. (2021) .

## География
Село находится в юго-западной части Якутии, в среднем течении реки Вилюй, в правобережной части речной долины, у оз. Чайыгда.
Географическое положение
Расстояние до улусного центра — села Сунтар — 145 км, до центра наслега — села Кемпендяй — 90 км.
Климат
Климат характеризуется как резко континентальный. Средняя температура воздуха самого тёплого месяца (июля) составляет 17-18 °C; самого холодного (января) — −34 − −50 °C. Среднегодовое количество атмосферных осадков составляет 250—300 мм.

## История
Согласно Закону Республики Саха (Якутия) от 30 ноября 2004 года N 173-З N 353-III село вошло в образованное муниципальное образование Кемпендяйский наслег.

## Население
| 2002 | 2010 | 2021 |
| ---- | ---- | ---- |
| 4    | →4   | ↘0   |

Национальный состав
Согласно результатам переписи 2002 года, в национальной структуре населения русские составляли 75 % от общей численности населения в 4 чел..

## Инфраструктура
Животноводство.

## Транспорт
Село находится в малодоступным автомобильным транспортом месте.